# Dolina pod Koszary

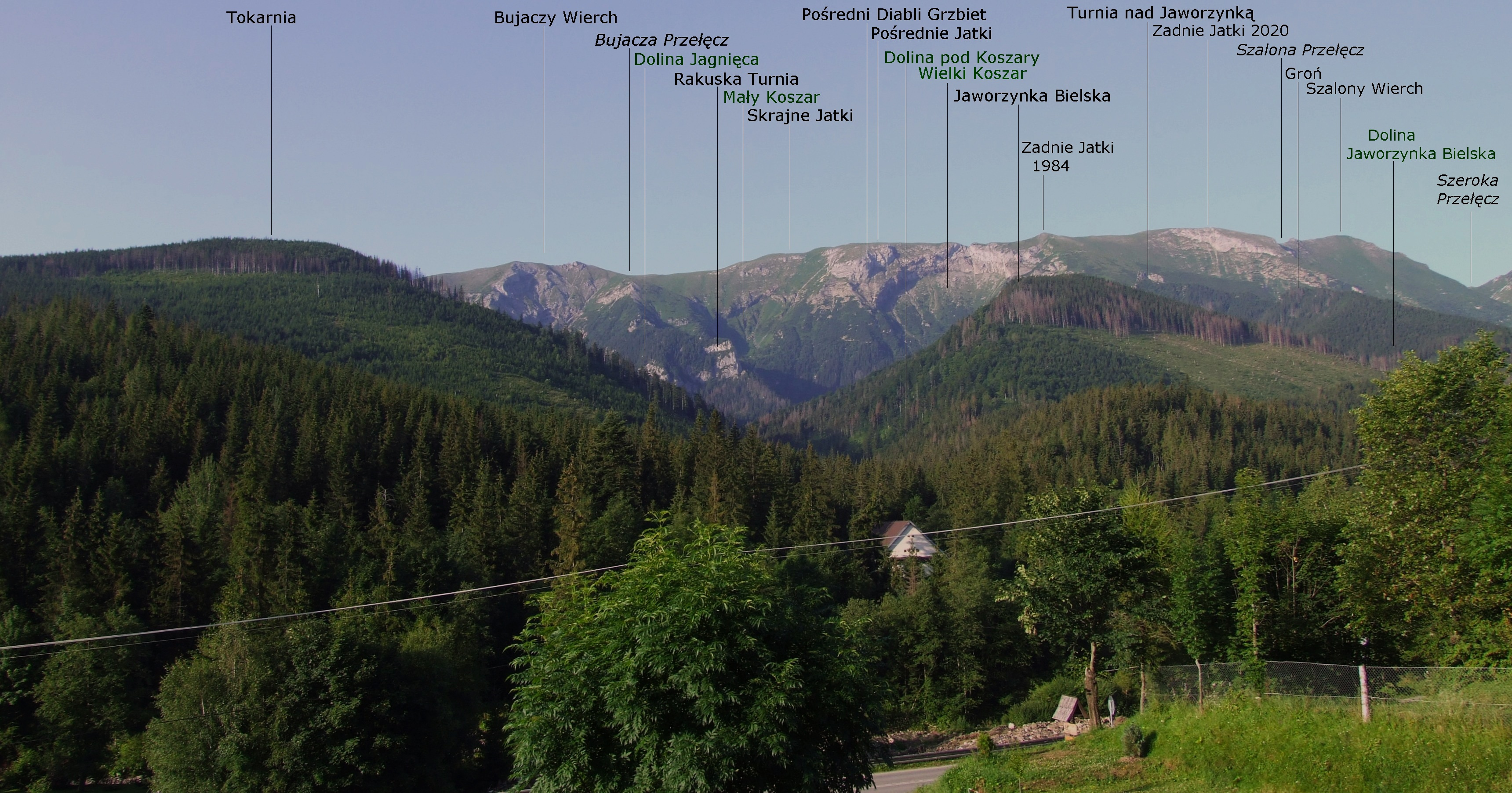
Widok ze Zdziaru na Dolinę pod Koszary

Dolina pod Koszary (niem. Kirchoftal, słow. Dolina pod Košiare, węg. Karám-völgy) – dolina na północnych stokach Tatr Bielskich. Ma 4,5 km długości i jest największą doliną wschodniej części tych Tatr.
W miejscowości Zdziar na wysokości ok. 960 m, tuż poniżej wylotu Doliny Bielskiego Potoku odgałęzia się od Doliny Zdziarskiej i biegnie w południowym kierunku, w połowie swojej długości nieco zakręca w południowo-zachodnim kierunku. Jej ograniczenie tworzą:
- od wschodu – zalesione wzniesienia Tokarni, przełęcz Ozielec i północna grań Bujaczego Wierchu,
- od zachodu – długa północna grań odchodząca od wschodniego wierzchołka Zadnich Jatek. W grani tej w kolejności od południa na północ znajdują się: Zadni Diabli Grzbiet, Przełęcz nad Siką, Turnia nad Jaworzynką i Jaworzynka Bielska[2].

Odchodząca od Bujaczego Wierchu na północ Jagnięca Grań z Rakuską Turnią dzieli górną część doliny na dwa ramiona: Dolinę Jagnięcą i Mały Koszar. Główny ciąg doliny biegnie dalej w południowo-zachodnim kierunku i powyżej Rakuskiej Turni rozgałęzia się na dwie odnogi: Mały Koszar i Wielki Koszar. Odnogi te podchodzą pod szczyty Bielskich Jatek. Jagnięca Grań rozgałęzia się na dwa ramiona; orograficznie lewe to Skrajny Diabli Grzbiet. Między nim a głównym ciągiem Jagnięcego Grzbietu jest Diable Koryto.
Nazwa doliny pochodzi od Małego i Wielkiego Koszaru. Dawniej nazywana była również Doliną Tokarską lub Kobylarską. Była własnością miasta Biała Spiska. W jej dolnej części znajdował się szałas. Dolina była wypasana, pasiono tutaj głównie owce i krowy, do 1928 co roku, później tylko czasami. Do 1914 r. w górnej części doliny wypasali mieszkańcy Frankowej, którzy dzierżawili ten teren od Białej Spiskiej. Obecnie cała dolina znajduje się na obszarze Tatrzańskiego Parku Narodowego, a jej górna część jest obszarem ochrony ścisłej. Po utworzeniu parku narodowego wypas zniesiono zupełnie. Dolina jest zamknięta dla turystów i taterników, jednakże jak pisze Władysław Cywiński na dużą skalę odbywa się w niej wyrąb lasu, drogi są rozjeżdżone przez traktory, a na polanach stoją myśliwskie ambony.
Dolna część doliny to typowa dolina rzeczna o V–kształtnym przekroju poprzecznym, wąskim dnie i stromych zboczach. Najwyższe jej części (Mały Koszar i Wielki Koszar) to kotły lodowcowe. Od góry i zboków zamknięte są stromymi ścianami, co pasterzom przypominało koszar – stąd nazwa tych kotłów i doliny. Z kolei diabelskie nazewnictwo pochodzi od pierwotnej nazwy Wielkiego Koszaru – Diabli Koszar.
Dno Wielkiego Koszaru i próg Małego Koszaru mają podobną stromiznę – około 40°. Ich wilgotne i pokryte cienką warstwą gleby dno porastają mchy, rośliny zielne, kosodrzewina, brzozy, jarzębiny i świerki. Schodzące zimą lawiny powodują, że są one karłowate i powyginane. Dnem spływają wąskie strumyczki, w dolnej części doliny tworzące Tokarski Potok.
Dolną część doliny porastają intensywnie eksploatowane lasy, a drogi leśne są rozjeżdżone przez traktory i przeważnie błotniste. W środkowej części występują lasy mające częściowo charakter lasu pierwotnego. Prawdziwymi matecznikami leśnymi są progi Małego i Wielkiego Koszaru, zbocza Tokarni z dorodnymi bukami i Piękny Las (Pekný les) w dolnej części Doliny Jagnięcej. Jest też kilka dawnych polan, które po zaprzestaniu użytkowania stopniowo zarastają lasem. Oprócz najniżej położonej, którą zamieniono na skład drzewa, są to: Solnisko, Niżnia Kobylarka i Wyżnia Kobylarka.